# Alliance anglo-portugaise
L'alliance anglo-portugaise (Anglo-Portuguese Alliance), ou alliance luso-britannique (aliança luso-britânica) est une alliance diplomatique et militaire entre le Portugal et l'Angleterre (puis le Royaume-Uni), complétée par une série de traités commerciaux. Inaugurée avec le traité de Londres de 1373, elle est mise en activité à la bataille d'Aljubarrota en 1385 et scellée par le traité de Windsor en 1386. Activée et renforcée au fil des siècles, elle est la plus ancienne alliance diplomatique et militaire encore en vigueur au monde actuellement,.
L'alliance, qui plonge ses racines dans le Moyen Âge, a globalement servi les intérêts des deux pays. Elle est à l'origine d'un grand nombre de victoires militaires au fil des siècles. Tournée d'abord contre la Castille et la France, puis contre le bloc franco-espagnol issu du pacte de famille des Bourbons, elle a soutenu l'intégrité territoriale du Portugal, favorisé la domination anglaise puis britannique de l'Atlantique et de l'Inde et permis l'accélération des échanges commerciaux entre l'Angleterre et le Portugal. Après la fin des liens privilégiés entre la France et l'Espagne, elle s'est maintenue dans le contexte international changeant des XIXe et XXe siècles. Elle a notamment permis l'intervention du Portugal pendant la Première Guerre mondiale, l'ouverture des bases navales des Açores aux Alliés pendant la Seconde Guerre mondiale, l'entrée rapide du Portugal en 1949 dans l'OTAN et le soutien portugais au Royaume-Uni pendant la guerre des Malouines en 1982,,. Au-delà des déséquilibres conjoncturels liés aux histoires respectives du Royaume-Uni et du Portugal, les deux puissances sortent globalement gagnantes de cette longue alliance, qui reste relativement équilibrée, et qui a été entretenue volontairement des deux côtés sans empêcher l'apparition de points de friction dans l'histoire des relations entre les deux pays.
Dans le cadre de cette alliance, le Portugal et le Royaume-Uni ont unifié leur commandement et leurs armées à plusieurs reprises. L'armée portugaise a la tradition d'intégrer des unités et des officiers supérieurs britanniques jusqu'au plus haut niveau,,. De la même façon, les officiers supérieurs et les soldats portugais basculent facilement vers les infrastructures et les corps d'armée britanniques,,. Cette alliance a joué un rôle central dans l'histoire européenne en incitant le Royaume-Uni à s'engager militairement contre les invasions napoléoniennes dans la péninsule Ibérique.

## Histoire

### Moyen Âge

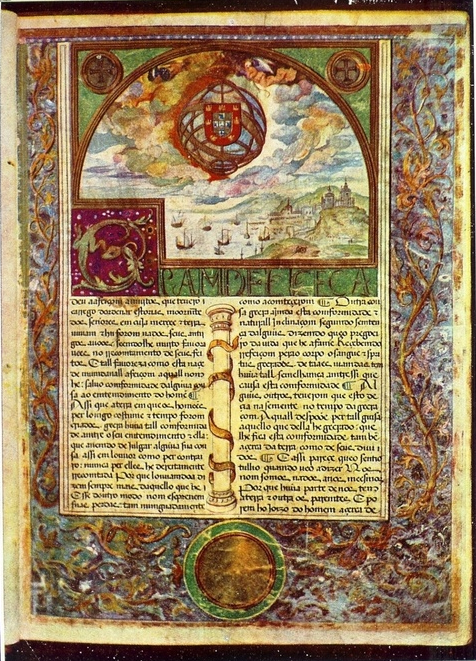
Traité anglo-portugais de Londres du 16 juin 1373. Traité « d'amitié, d’union et d’alliance perpétuelle » posant les fondements de l'alliance anglo-portugaise.

Les liens entre le Portugal et l'Angleterre sont très anciens. Les prémices de l'alliance sont posées officieusement par un traité commercial signé par les deux puissances en 1294 dans le cadre du grand commerce atlantique d'Europe du Nord,, puis par le traité de Tagilde signé le 10 juillet 1372 entre Ferdinand Ier de Portugal et l'Anglais Jean de Gand, destiné à coordonner leurs actions pour la conquête du trône de Castille.

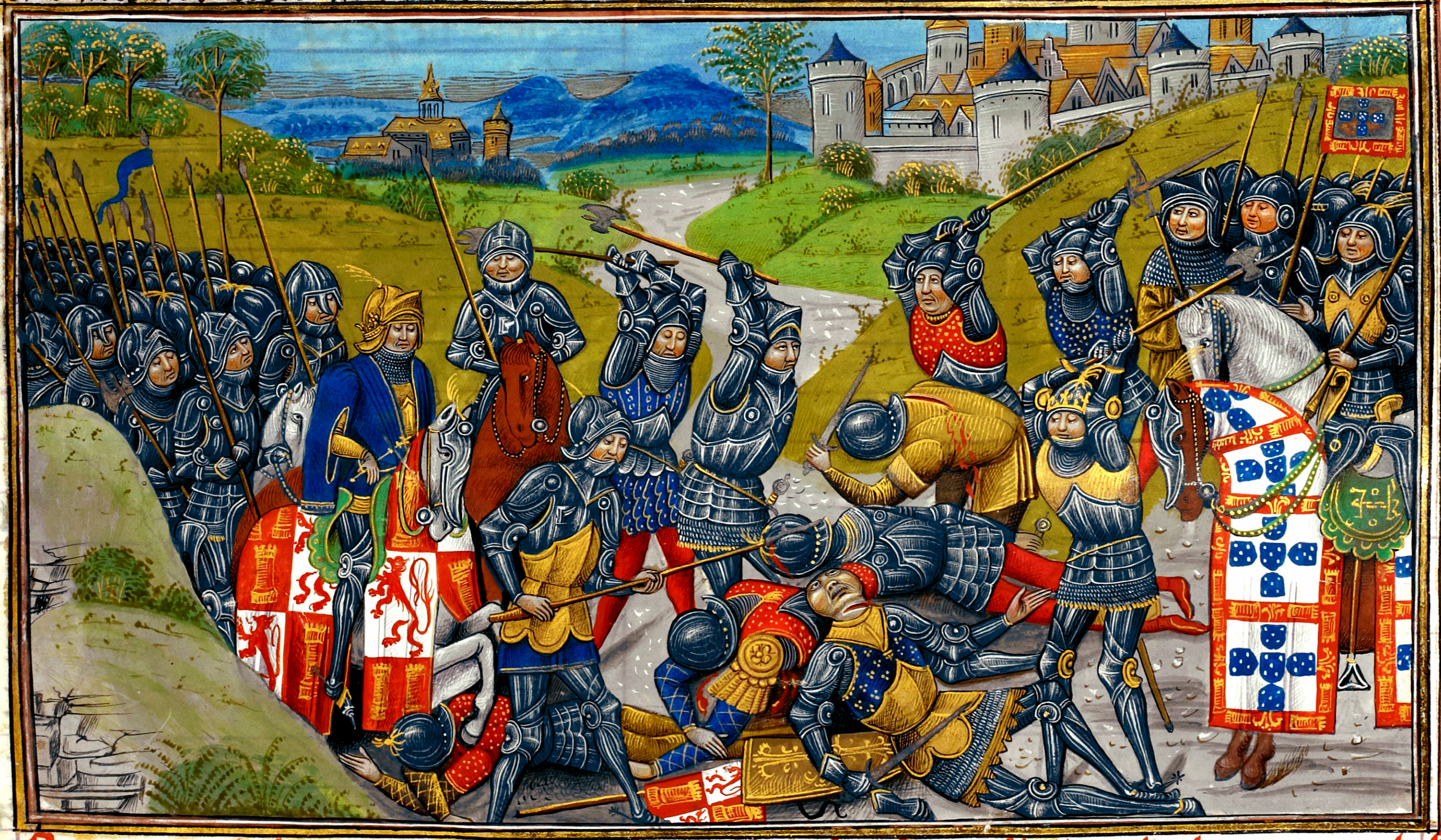
La bataille d'Aljubarrota, le 14 août 1385, entre les troupes portugaises aidées de renforts anglais, commandées par Jean Ier de Portugal et D. Nuno Álvares Pereira, et l'armée de Jean Ier de Castille renforcée par un important contingent de chevaliers français. Malgré la supériorité numérique des Castillans (cinq fois plus nombreux selon les chroniqueurs Fernão Lopes et Pero López de Ayala), les Portugais en sortent largement vainqueurs.

D'un point de vue officiel, les fondements juridiques de l'alliance remontent au traité de Londres du 16 juin 1373, signé sous le règne du roi Ferdinand Ier de Portugal, établissant une relation « d'amitié, d’union et d’alliance perpétuelle » entre le Portugal et l'Angleterre. Une dizaine d'années plus tard, pendant la guerre luso-espagnole de 1383-1385, Jean Ier de Portugal, maître de l'ordre militaire d'Avis, signe une alliance offensive avec Richard II d'Angleterre. Des archers anglais prennent une part décisive dans la bataille d'Aljubarrota, menée contre la Castille (1385). À la suite de ce conflit, le roi du Portugal Jean Ier délaisse les traditionnelles alliances matrimoniales espagnoles pour épouser une aristocrate anglaise, Philippa de Lancastre (1360-1415), avec laquelle il fonde l'importante dynastie d'Avis. Un pacte d'assistance, d'entraide et d'amitié perpétuelle entre le Portugal et l'Angleterre est scellé en mai 1386, avec le traité de Windsor. Cette alliance militaire luso-anglaise constitue la plus ancienne alliance militaire au monde en vigueur à ce jour (elle a encore été réactivée tout au long du XXe siècle),.
L'aide des Anglais à la dynastie d'Aviz naissante et le traité de mai 1386 ouvrent la voie à une coopération spéciale avec l'Angleterre, qui constitue la pierre angulaire de la politique étrangère portugaise pendant plus de cinq cents ans. Dès 1387, l'Anglais Jean de Gand, duc de Lancaster, fils d'Édouard III, et père d'Henri IV d'Angleterre, débarque en Galice avec une armée afin de s'imposer comme prétendant au trône de la Castille avec le soutien du Portugal. Il n'obtient pas le soutien de la noblesse de Castille et retourne en Angleterre avec une compensation financière importante de la part de son rival à la succession. Par la suite, Jean Ier de Portugal assure, avec l'appui de mercenaires anglais, l'indépendance de son royaume qu'il fait reconnaître par la Castille en 1411.
À la suite de la bataille d'Aljubarrota, Jean de Gand laisse sa fille Philippa de Lancaster (Filipa en portugais) épouser Jean Ier en gage de l'alliance anglo-portugaise. Par cette union, célébrée en 1387, les deux époux donnent naissance à la génération « sublime » chantée par Luis de Camões, qui conduit le Portugal vers son Âge d'Or, avec les découvertes maritimes. Philippa introduit à la cour du Portugal la tradition anglo-normande d'une éducation aristocratique pour ses enfants. Elle y impose une réforme de l'étiquette, de la hiérarchie nobiliaire et une morale rigoureuse. Elle soutient les intérêts économiques anglais. Déjà très actifs, les échanges traditionnels entre les deux partenaires prennent alors leur envol. Les deux nations échangent morue, textile, vin, mais aussi liège, sel et huile portugais.

### Époque moderne

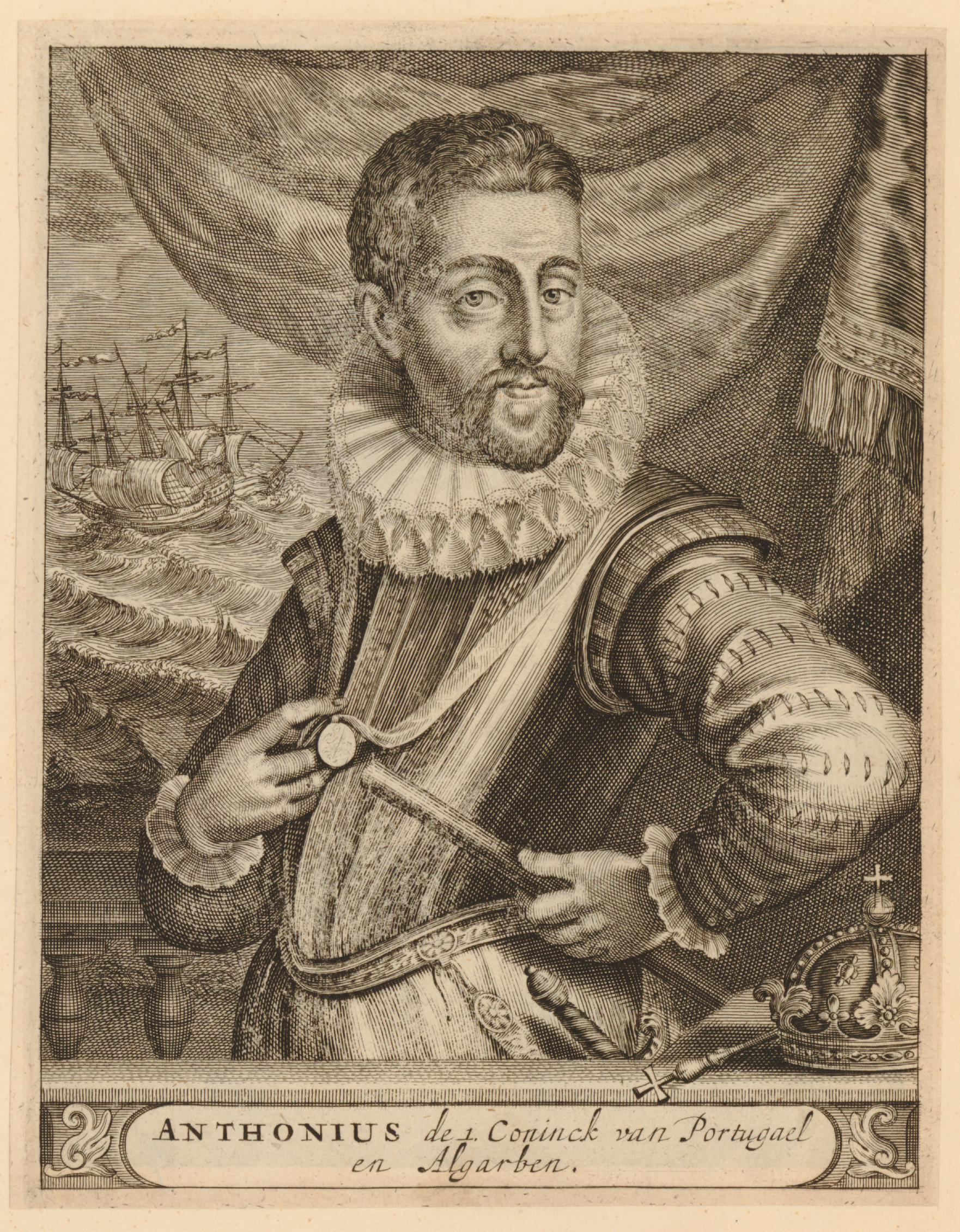
Antoine, prieur du Crato, acclamé par ses partisans roi de Portugal en 1580, et qui se maintient jusqu'en 1583 aux Açores avec le soutien des Anglais.

Pendant les 150 ans qui suivent, le Portugal s'élève au rang de première puissance maritime et militaire européenne d'envergure mondiale. Le pays est un modèle d'organisation et de continuité politique, et prend pied sur les cinq continents. Il a les moyens de son indépendance et de ses ambitions : les flottes et les armées portugaises dominent l'Atlantique Sud et l'océan Indien, battent les flottes égyptienne et turque à plusieurs reprises, interviennent contre l'avancée musulmane en Éthiopie et entreprennent la conquête des plus grandes cités-États d'Orient. Le Portugal dispose d'un vaste arsenal et de techniciens hautement qualifiés. Il produit et vend ses propres navires et ses propres armes, qu'il exporte dans le monde entier. Les expéditions vers l'Orient, qui relèvent d'un monopole d’État, rapportent jusqu'à 800 % de bénéfices. L'allié anglais n'est jamais sollicité militairement.

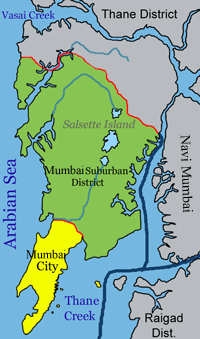
La ville de Bombay, offerte par le royaume de Portugal à son allié anglais en 1661.

L'alliance entre les deux pays n'est réactivée que dans la seconde moitié du XVIe siècle, à la suite d'un problème interne qui dégénère en guerre contre la Castille. Lors de la crise de succession au trône du Portugal de 1580, le prétendant Antoine entre en conflit avec Philippe II d'Espagne, qui prétend unifier les deux couronnes ibériques. Attaqué frontalement, et abandonné par une partie de sa noblesse, le prétendant portugais doit se réfugier aux Açores. Pendant trois ans, il défie l'Espagne et parvient à tenir tête aux armadas envoyées le déloger. En 1583, avec l'envoi massif de troupes espagnoles, il doit quitter l'archipel. Il passe en France, puis il décide de s'exiler en Angleterre sur les conseils de René II de Rohan. Depuis les îles britanniques, il planifie son retour à Lisbonne avec l'aide des Anglais, en échange de privilèges commerciaux au Brésil, aux Açores, et d'une aide dans la lutte anglaise contre la maison d'Autriche. En 1589, une flotte anglaise commandée par Francis Drake et John Norreys essaye, en vain, d'installer Antoine sur son trône. Le prétendant parvient à débarquer à Peniche, mais le pays, occupé militairement, est pacifié depuis une dizaine d'années. La population, effrayée, accueille son retour avec indifférence. La flotte commandée par Drake est frappée par la peste et doit se retirer,. Antoine se heurte à de très forts contingents espagnols à Lisbonne. L'expédition est un échec et le corps d'armée indépendantiste finit par quitter le pays. Antoine fait une dernière tentative de débarquement dans le Sud du pays, au large du cap Saint-Vincent, puis il se retire définitivement en France, où il meurt désargenté en 1595,.
Pendant l'Union des deux couronnes ibériques (1580-1640), le Portugal perd progressivement sa place de première puissance maritime européenne au profit de sa vieille alliée. L'Angleterre, qui s'est dotée d'une flotte puissance, prend pied en Amérique, en Asie et en Afrique. Dans le même temps, l'Empire portugais, mal défendu par les souverains castillans, et attaqué de toutes parts, est sur le recul.
Lors de la guerre de Restauration (1640-1668), Jean IV de Portugal s'appuie sur la vieille alliance anglaise, qu'il réactive en 1642, pour lutter contre l'Espagne et les Pays-Bas. Pendant la première phase du conflit, l'Angleterre est absorbée par ses problèmes internes, avec la guerre civile entre le Parlement et le roi,, et à partir de mai 1649 le Commonwealth d'Angleterre mis en place par Cromwell (hostile par principe aux monarchies catholiques). Mais dès l'arrivée de Charles II sur le trône en 1660, avec la Restauration anglaise, les deux puissances renouvellent leur engagement au sein de l'Alliance. Le 3 juin 1661, Portugais et Britanniques signent le traité de White-Hall. Au terme de ce traité, en 1661, afin de renforcer les liens entre les deux nations, l'infante portugaise Catherine de Bragance, sœur du roi Alphonse VI de Portugal, épouse le roi Charles II d'Angleterre. « Le contrat de mariage est approuvé par le Conseil d'État portugais le 18 août 1661. » Outre la dot magnifique apportée par la princesse portugaise, « un traité de paix est signé « par lequel le Portugal offre « la ville de Tanger et l'île de Bombaim (dans les Indes orientales) aux Anglais. » En contrepartie, la flotte anglaise s'engage à défendre le Portugal et ses territoires coloniaux contre toute agression d’un pays tiers, et à porter secours aux territoires et aux comptoirs portugais des Indes, menacés par la Compagnie néerlandaise des Indes orientales. Les Anglais reçoivent aussi des privilèges au Brésil, qu'ils ont dès lors tout intérêt à maintenir sous dépendance portugaise.
L'alliance devient alors un élément-clé de la politique des deux pays. À partir du milieu du XVIIe siècle, le Portugal devient un instrument essentiel de la politique d'expansion du Royaume-Uni. Au terme de la guerre néerlando-portugaise, Lisbonne dispose encore de bons ports et des territoires sur toutes les mers du globe, en Europe, en Afrique, en Amérique et en Asie, qui servent de débouchés ou de base-arrière aux Britanniques. L'horizon portugais est quant à lui défini par le « cercle de fer ». L’État tire ses revenus du commerce colonial, qu'il alloue par des expéditions (carreiras) à des groupes métropolitains privilégiés,,. Avec ces revenus, il stimule l'expansion maritime portugaise, qui lui assure des territoires et des marchés outre-mer. Cédés ou entrouverts au commerce anglais, ceux-ci servent de gage à l'alliance anglo-portugaise. Et l'alliance anglo-portugaise assure l'indépendance du Portugal qui, à son tour, légitime la monarchie, permettant que l'appareil d’État se superpose aux institutions et aux structures métropolitaines et coloniales.

### DuXVIIeauXVIIIesiècle
Ayant consolidé sa position en 1668 face à l'Espagne, et fidèle à l'alliance anglaise, le Portugal rejoint le Royaume-Uni dans la ligue d'Augsbourg (1686) formée contre la France de Louis XIV alors au sommet de sa puissance. Pendant près de neuf ans, de 1689 à 1697, le roi Pierre II de Portugal soutient Guillaume III d'Orange-Nassau dans son désir de consolider son trône, de réduire la puissance française et de protéger les Provinces-Unies, tout en fournissant les conditions permettant d'encourager les échanges et le commerce,. Trois ans après l'instauration de la paix avec la signature des traités de Ryswick, en 1700, dans le cadre de la guerre de Succession d'Espagne, la France déclare la guerre au Royaume-Uni et ordonne au Portugal de fermer ses ports aux navires britanniques. Le Portugal refuse et réagit en s’alliant avec le Royaume-Uni et les Pays-Bas en 1703 dans la « Grande Alliance » contre les Français et la dynastie espagnole des Bourbons, accédant ainsi à la demande de l’émissaire britannique John Methuen,.
En 1703, les deux pays signent un traité d'alliance et de commerce, le traité de Methuen, qui renouvelle et renforce leurs liens militaires, financiers et commerciaux. En contrepartie de l'assurance de vendre facilement ses vins à Londres — au détriment des vins français — et de l'appui de la Royal Navy, le Portugal et le Brésil s'ouvrent largement aux produits manufacturés anglais (l'économiste David Ricardo prendra exemple plus tard sur les avantages comparatifs issus de ce traité pour les deux puissances),. Par la suite, bien que le Portugal reste une puissance d'envergure mondiale, du fait de la détérioration de ses infrastructures maritimes, des investissements peu productifs de la Couronne, et malgré l'afflux de l'or du Brésil et les mesures du marquis de Pombal, il tend à passer progressivement sous dépendance économique britannique. À partir du milieu du XVIIIe siècle, les intérêts économiques et géopolitiques des deux pays sont inextricablement liés.
Progressivement, avec l'arrivée des Bourbons sur le trône d'Espagne et la signature du pacte de famille, l'alliance luso-britannique s'oppose à un bloc franco-espagnol. En 1762, à la faveur de la guerre de Sept Ans, la France promet à l’Espagne qu’elle pourra récupérer à la fin du conflit le Portugal qui vient de rallier le camp de la Grande-Bretagne. Pendant la guerre fantastique qui s'ensuit, l'armée franco-espagnole chargée d'envahir le Portugal, et composée de 40 000 hommes, concentre son offensive sur la frontière de la province de Trás-os-Montes e Alto Douro, enlevant la terre de Miranda, et les villes de Bragance et de Chaves. Ces réussites espagnoles contre ces forteresses mal défendues amènent rapidement le gouvernement portugais à demander l'aide de son allié britannique. La Grande-Bretagne envoie une force de 8 000 hommes sous le commandement de John Burgoyne soutenir les Portugais. Une armée anglo-portugaise plus vaste, de 18 000 soldats, est ensuite formée sous la direction de Frédéric-Guillaume de Schaumbourg-Lippe, et parvient finalement à enrayer puis repousser l'avancée adverse. L’issue malheureuse de la guerre pour l'Espagne et Louis XV, conclue par le désastreux traité de Paris, préserve l’indépendance portugaise, et confirme la puissance des armées anglo-portugaises,,.

### Les opérations navales anglo-portugaises pendant les Guerres révolutionnaires (1793-1800)
Jusqu'à la seconde moitié du XVIIe siècle, le Portugal et le Royaume-Uni gèrent leurs affaires maritimes de façon très autonome. Au tournant des XVIIe et XVIIIe siècles, la Royal Navy anglaise se structure comme marine de guerre permanente pour s'imposer comme la première marine mondiale. Dans le même temps, la Real Marinha portugaise s'efforce de protéger et de relier entre elles les vastes possessions de l'Empire portugais. Progressivement, au fur et à mesure où les intérêts coloniaux des deux puissances se rapprochent, des liens d'interdépendance et des actions communes apparaissent. Dans la seconde moitié du XVIIIe siècle, alors que la marine portugaise est essentiellement devenue une marine coloniale et connaît un nouvel âge d'or, les forces navales portugaises et britanniques travaillent à plusieurs reprises ensemble, notamment dans le cadre des guerres révolutionnaires.

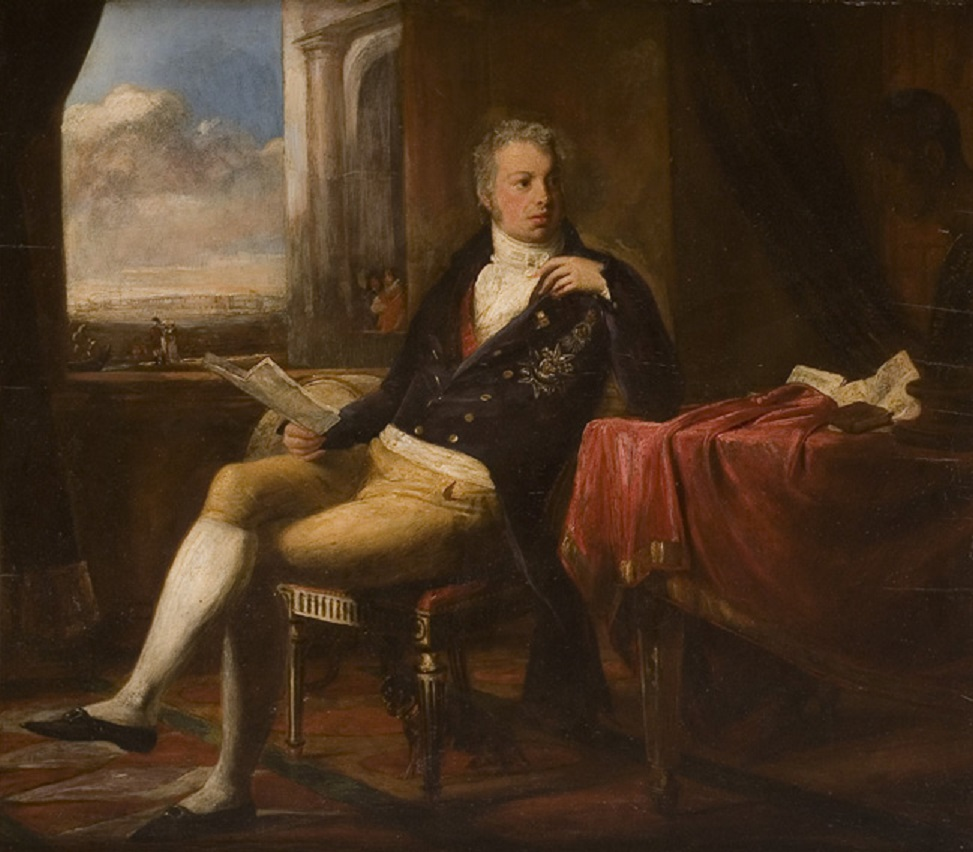
D. Domingos Xavier de Lima, 7e marquis de Niza (1765-1802), amiral et diplomate portugais, commandant de l'escadre portugaise dans la Méditerranée, Musée de la Marine de Lisbonne.

Pendant la guerre du Roussillon, en 1793-1794, une escadre portugaise de six caraques, deux frégates et trois brigantins est envoyée dans le canal de la Manche à la demande du gouvernement britannique, afin d'aider le Royaume-Uni en guerre contre la France,. La division navale portugaise croise au large de l'Angleterre unie à celle de Lord Richard Howe. Parmi les officiers supérieurs portugais présents, on trouve alors le commandant Francisco de Paula Leite de Sousa, et surtout l'amiral Domingos Xavier de Lima (pt), à bord de la puissante caraque Vasco de Gama,. Du fait des situations distinctes du Portugal et du Royaume-Uni, les relations entre les officiers supérieurs portugais et britanniques ne sont pas sans poser quelques problèmes protocolaires et hiérarchiques,. Mais ces questions n'entament jamais le principe de l'alliance.
En plus de soutenir militairement la flotte britannique, le Portugal sert de base-arrière aux navires anglais. Placé à un point de passage entre l'Atlantique Nord et la Méditerranée, le pays constitue un enjeu stratégique majeur. Au début de l'année 1797, l'amiral John Jervis appareille depuis Lisbonne avec une flotte de 10 navires afin d'intercepter une puissante flotte espagnole en route vers la France. Le 6 février, il arrive au large du cap Saint-Vincent, devant la province de l'Algarve, où il reçoit le renfort de 5 navires de l'amiral William Parker. Le 13, il est rejoint par la frégate Minerve d'Horatio Nelson. Le lendemain, le 14 février, à la bataille du cap Saint-Vincent, les quinze vaisseaux de ligne de Jervis, Parker, Nelson et Collingwood l'emportent sur les vingt-quatre navires de l'amiral espagnol Don José de Córdoba, qui sont forcés de battre en retraite vers Cadix, confirmant la supériorité britannique sur mer,. Tout au long des opérations, les Britanniques évoluent dans les eaux portugaises avec la bienveillance du gouvernement portugais et du prince régent Jean VI de Portugal.

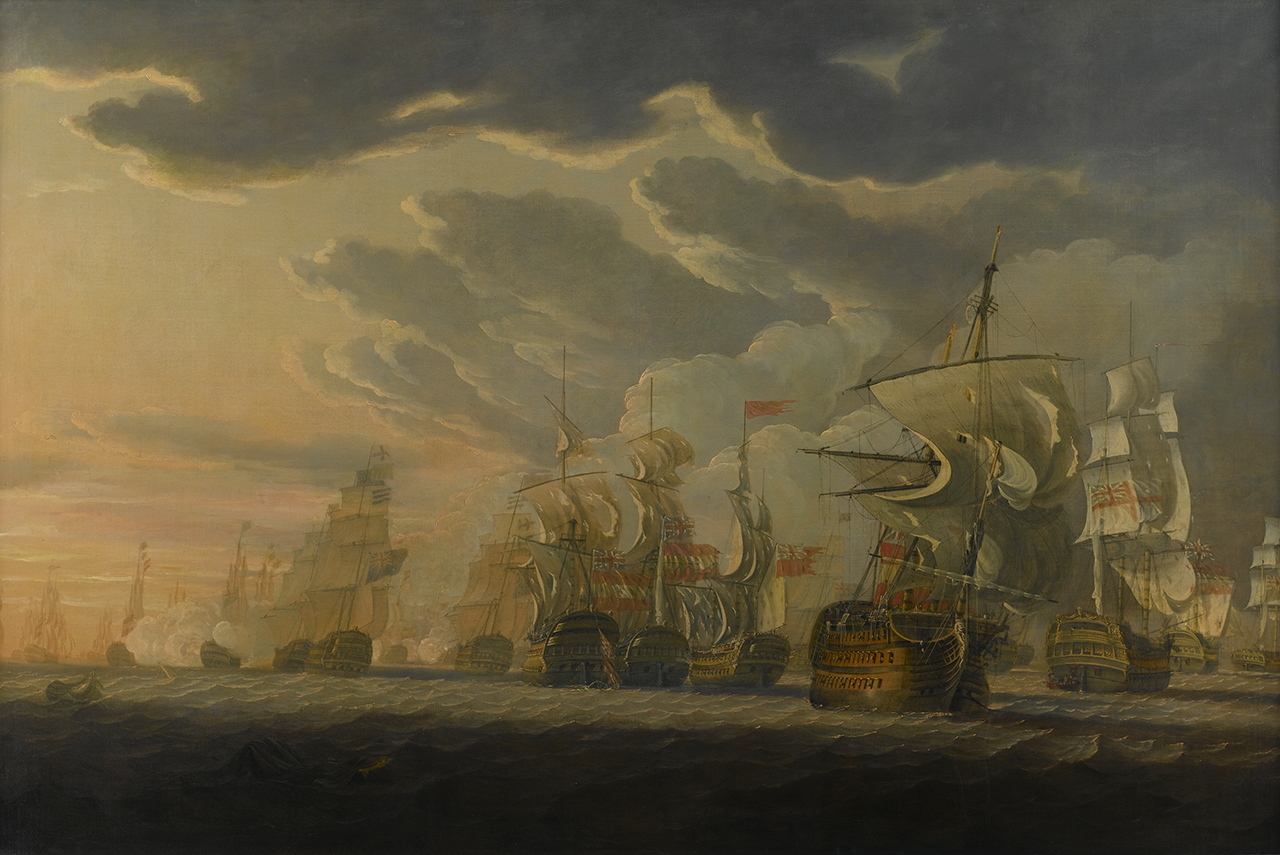
Bataille du cap Saint-Vincent, remportée en 1797 au large du Portugal par la flotte britannique partie de l'estuaire du Tage, par Robert Cleveley.

Par la suite, lorsque le Royaume-Uni renforce son escadre de la Méditerranée pour faire face à la campagne d’Égypte de Napoléon Bonaparte, les bâtiments anglais sont épaulés par une force navale portugaise de 6 navires commandée par Xavier de Lima, composée des caraques Príncipe Real, le puissant navire amiral (90 pièces d'artillerie), et Rainha de Portugal, auxquels se joignent les caraques Afonso de Albuquerque (64 pièces) et S. Sebastião (64 pièces), la frégate Benjamim (26 pièces) et le brigantin Falcão (24 pièces), qui part de Lisbonne le 5 mai 1798. À l'époque, la Grande-Bretagne demande avec insistance à son allié portugais de mettre à sa disposition des moyens navals pour l'aider dans ses actions militaire. Revenue à Lagos le 30 juin, l'escadre portugaise est renforcée avec le brûlot anglais Incendiary, et intègre deux officiers britanniques pour le service des transmissions entre les deux forces. Le même jour, l'amiral Domingos Xavier de Lima, qui se trouve en mer avec John Jervis, reçoit des instructions pour croiser dans le détroit de Gibraltar et se joindre à la force de l'amiral Nelson, avec lequel il doit partager le commandement de la flotte, en raison du nombre supérieur de bâtiments britanniques,.
Le 24 août 1798, les Portugais assistent la petite force navale britannique qui bloque le port d'Alexandrie après la bataille d'Aboukir. Le 15 septembre, Xavier de Lima reçoit l'ordre d'initier le blocus de Malte, alors en rébellion contre l'occupation française. En un mois, les Portugais capturent 9 navires ennemis et offrent un appui militaire et logistique aux insurgés, qui ne parviennent cependant pas à expulser les occupants. Les forces britanniques du capitaine Alexander Ball prennent le relai. La force navale portugaise fait alors sa jonction au large de Malte, avec les navires de Nelson, juste avant la reddition française. Le 15 novembre 1798, l'amiral Domingos Xavier de Lima reçoit l'ordre de débarquer à Livourne, afin de soutenir le roi de Naples Ferdinand IV qui marche sur Rome. Entretemps, les navires S. Sebastião, Benjamim et Balão, naviguent entre Gênes et Toulon pour maintenir le blocage anglais de ces ports,. Les relations entre les commandements portugais et britannique atteignent leur point le plus bas lorsque Nelson publie le 13 avril 1799 un ordre de service dans lequel il considère les chefs de division portugais inférieurs hiérarchiquement à ses capitaines-de-mer anglais, brisant les équivalences hiérarchiques et les règles de courtoisie en vigueur côté portugais. En dépit de cet incident, les forces portugaises et britanniques continuent à travailler en étroite collaboration, avec un degré d'intégration réciproque élevé,.

 
Sur terre, confronté aux revers et à la fuite du roi Ferdinand IV des Deux-Siciles face aux Français, Xavier de Lima pose le siège devant Naples. Il a des instructions claires pour ne pas laisser la flotte napolitaine tomber aux mains des Français, que ce soit en favorisant son évasion ou en la détruisant. Dans l'urgence de la situation, contraint par l'avancée des ennemis et l'afflux de réfugiés à bord (parmi lesquels se trouvent des cardinaux romains), il donne l'ordre d'incendier la flotte napolitaine. En avril 1799, l'amiral portugais planifie une mission diplomatique auprès des pirates berbères, afin de les amener du côté des alliés, et de les encourager à attaquer les embarcations françaises. Il envoie le navire portugais Afonso de Albuquerque, sous le commandement du chef de division britannique Donald Campbell (en), faire une démonstration de force à terme de laquelle il obtient le soutien désiré du bei de Tripoli,. Peu après, le commandant Pinto Guedes, chef d'état-major de la force portugaise, se rend à bord du brûlot anglais Stromboli auprès du bei de Tunis, afin que ses embarcations suspendent leurs attaques contre les navires britanniques,.

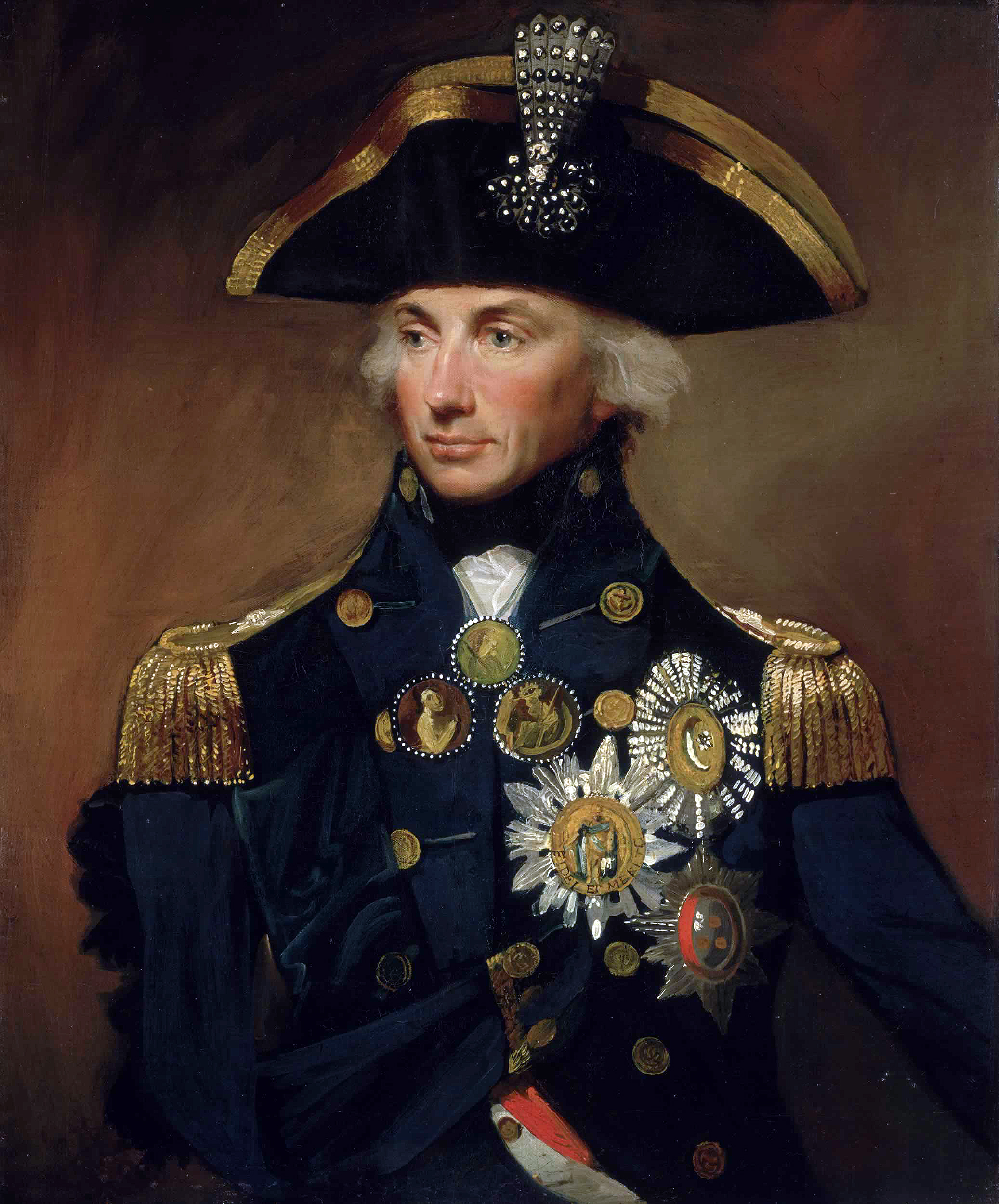
Horatio Nelson, 1er vicomte Nelson et vice-amiral britannique, commandant de la flotte britannique dans la Méditerranée, par Lemuel Francis Abbott.

En mai 1799, les Portugais et les Anglais sont informés d'une possible attaque franco-espagnole sur Minorque, siège du commandement britannique dans la Méditerranée, puis sur la Sicile. Nelson réunit tous les navires alliés disponibles, qu'il répartit en deux divisions, l'une placée sous son propre commandement, l'autre sous le commandement de l'amiral Xavier de Lima. À l'époque, les relations entre commandements portugais et anglais se sont considérablement améliorées. L'attaque franco-espagnole n'arrivant pas, l'escadre anglo-portugaise se rend en juin à Naples, pour appuyer les forces du cardinal Ruffo qui essaye de prendre la ville. Des contingents de même dimension de la Real Marinha et de la Royal Navy prennent part aux opérations, qui passent par la prise de Capoue et de Gaeta,.
Le 25 août, une force combinée anglo-portugaise reprend le blocus de Malte sous le commandement du seul Xavier de Lima. Mais le 9 octobre 1799, coupant court aux opérations, le brigantin Gaivota do Mar amène des ordres du ministre de la Marine portugais exigeant le retour de la force portugaise au Portugal. Les hommes de Xavier de Lima attendent jusqu'au 13 décembre afin que les Britanniques prennent la relève. Les forces du capitaine Alexander Ball poursuivent seules le blocus et mènent l'opération à son terme, en expulsant les Français le 5 septembre 1800,.
Avant de partir, l'amiral portugais reçoit une carte de remerciements du congrès de Malte, et une mention d'estime de la reine de Naples Marie-Caroline d'Autriche. Les navires portugais se dirigent vers Trieste, où ils trouvent un convoi d'approvisionnement avec des vivres et de l'argent pour l'escadre en janvier 1800. Le 12 février, ils engagent le voyage de Trieste vers le Portugal, où ils arrivent à la fin du mois d'avril. De retour au pays, l'amiral Xavier de Lima reçoit la reconnaissance officielle de la Couronne britannique, et le prince régent Jean VI de Portugal le remercie par lettre royale le 6 juin 1800,. Dans les années qui suivent, le soutien du gouvernement portugais et l'ouverture des ports portugais à la marine anglaise constituent les points de litige majeurs entre le royaume de Portugal, le Premier Empire et le royaume d'Espagne. Le refus du Portugal de tourner le dos à la Grande-Bretagne est à l'origine de la guerre des Oranges et des invasions napoléoniennes de la péninsule Ibérique.

### La guerre péninsulaire (1801-1814)

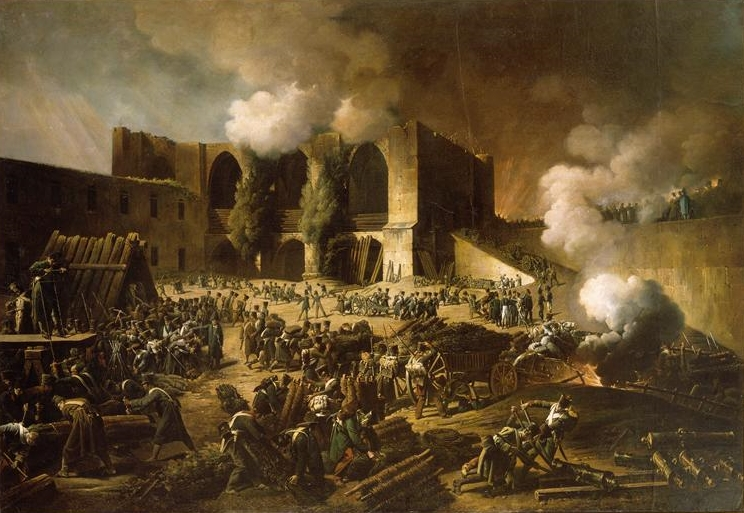
Siège anglo-portugais de Burgos par François Joseph Heim, 1813.

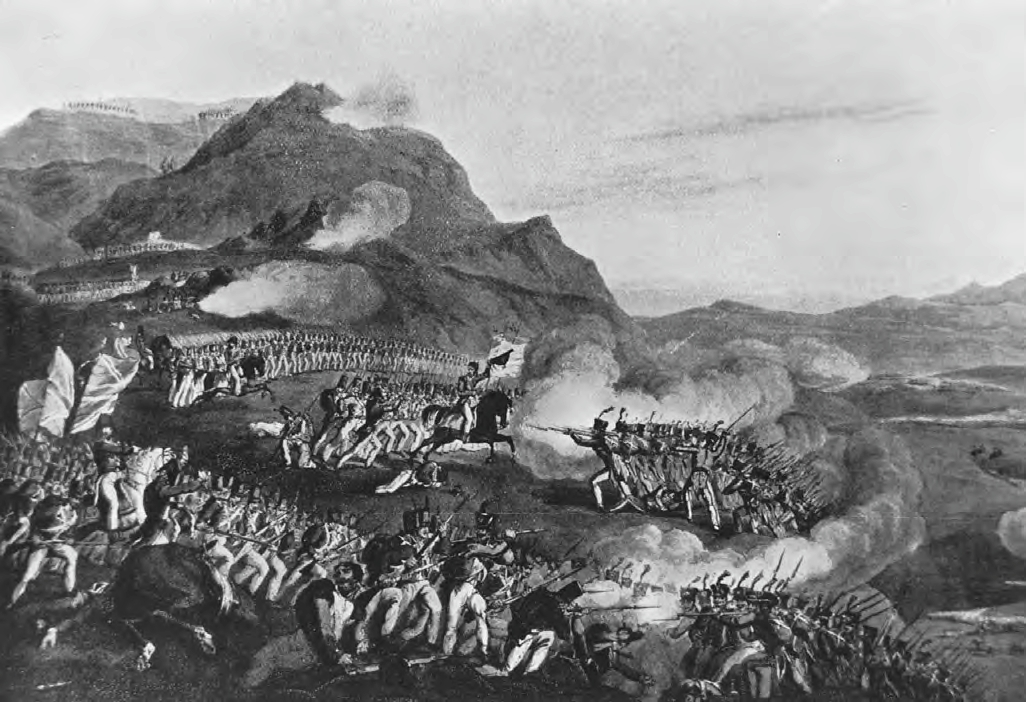
La bataille de Buçaco disputée par les forces anglo-portugaises sous le commandement d'Arthur Wellesley le 27 septembre 1810, débouche sur l'une des nombreuses victoires anglo-portugaises de la guerre péninsulaire.

Un des épisodes les plus marquants de l'alliance anglo-portugaise est l’intervention du Royaume-Uni dans la péninsule Ibérique lors des invasions napoléoniennes au Portugal.
En 1801, désormais alliée de la France républicaine, l’Espagne envahit l’Alentejo avec l’appui du corps expéditionnaire français du général Leclerc. L'intervention a surtout pour objectif d‘obliger Lisbonne à rompre ses liens privilégiés avec le Royaume-Uni. Après avoir subi les défaites d’Arronches (pt) et de Campo-Maior, le Portugal est contraint de demander la paix le 8 juin 1801. Cette guerre est appelée la « guerre des Oranges » parce que l’avant-garde espagnole victorieuse a offert à son chef, le Premier ministre et généralissime Manuel Godoy, deux branches d’orangers cueillies dans les jardins de la place d’Elvas demeurée au pouvoir des Portugais jusqu’à la fin du conflit. Par la paix de Badajoz, le 6 juin 1801, le Portugal est contraint de se fermer aux Britanniques, de payer une indemnité aux Français, d'importer leurs tissus au détriment des tissus britanniques, et de céder aux Espagnols le district d’Olivença (qu’il ne récupérera jamais, même après les traités de 1815 qui prévoyaient pourtant sa rétrocession par l’Espagne). Mais le prince Jean VI de Portugal fait trainer l'application du traité en longueur, et refuse de rompre l'alliance avec le Royaume-Uni. En 1804, Napoléon envoie à Lisbonne comme ambassadeur le général Andoche Junot, futur duc d’Abrantès, qui est davantage un homme de guerre qu’un diplomate et qui abandonne son poste dès 1805 pour aller servir dans la Grande Armée victorieuse à Austerlitz.
En novembre 1807, les armées de Junot envahissent le Portugal, qui refuse d'appliquer le blocus continental et de briser l'alliance anglaise. Le roi Jean VI de Portugal et les membres de la maison de Bragance partent pour le Brésil avec la Cour dans une immense escadre portugaise, sous escorte de la flotte britannique. Comme les Espagnols, les Portugais se révoltent en 1808 contre les occupants français, qui sont chassés en 1811 grâce à l'intervention des Britanniques, commandés par Arthur Wellesley. Le 7 mars 1808, et pendant toute la durée des opérations, le prince régent Jean VI de Portugal place l'armée portugaise sous le commandement de l'Anglais William Carr Beresford, qui est nommé généralissime par le roi portugais, avec le titre de maréchal du Portugal. Rapidement, celui-ci réorganise en profondeur et modernise l'armée portugaise, qui conserve cependant ses propres généraux et officiers. Achevant l'unification des états-majors portugais et britanniques, le 29 avril 1809, le prince régent Jean VI nomme Arthur Wellesley maréchal général et autorité suprême de l'armée du Portugal, avec autorité sur tous les autres officiers, généraux et maréchaux portugais. Devenu également commandant en chef de toutes les forces britanniques au Portugal à la mort de Moore en janvier 1809, celui-ci prend alors le commandement unifié des armées portugaise et britannique. Sous son autorité, en cinq ans, l'armée anglo-portugaise expulse les troupes napoléoniennes du Portugal, libère l'Espagne et passe les Pyrénées, initiant la campagne de France qui aboutit à la chute du Premier Empire.
À la suite de la victoire anglo-portugaise et du congrès de Vienne, le roi Jean VI de Portugal préfère rester au Brésil et confie l'administration du Portugal à Beresford. En remerciement pour de son action à la tête des armées anglo-portugaises, le souverain portugais accorde à Wellesley les titres nobiliaires de comte de Vimeiro, de marquis de Torres Vedras, et surtout de Duc de la Victoire, seul titre ducal portugais concédé à un étranger. De son côté, adulé par la population portugaise, Beresford reçoit en récompense les titres de duc d'Elvas et de marquis de Campo-Maior. L'alliance entre le Portugal et le Royaume-Uni est alors à son apogée. Mais elle n'est acceptée par les Portugais que dans un contexte d'équilibre entre les deux puissances. Sept ans après le congrès de Vienne, exaspérés par les excès de l'administration anglaise et l'absence de leur souverain, les Portugais se soulèvent en 1820-1822, expulsent définitivement Beresford et exigent le retour de Jean VI et sa famille à Lisbonne, avec un retour du Brésil au statut de colonie.

### Le projet de la «carte rose» (1889-1890)

La carte rose.

Sur le plan colonial, un contentieux oppose dans la seconde moitié du XIXe siècle le Portugal et le Royaume-Uni à propos de la domination sur l’Afrique dite « méridionale ». Selon un projet cher à son père, le roi Charles Ier de Portugal désire construire un bloc homogène d’influence lusitanienne depuis l’Angola (côte ouest) jusqu’au Mozambique (côte est). Ce projet dit de la « carte rose » s’oppose aux ambitions des Britanniques qui souhaitent établir une jonction continue entre Le Caire et Le Cap (selon le projet de Cecil Rhodes). Dans un climat de forte tension, après plusieurs escarmouches en 1889 et un ultimatum anglais, Charles Ier est contraint d’accepter un compromis : il n’y aura pas de « carte rose », et les Britanniques lui offrent, en contrepartie, des compensations territoriales qui sauvegardent très partiellement le prestige impérial d’un pays ayant perdu la plus importante de ses colonies en 1825, le Brésil. Au Portugal même, le recul de la monarchie face au vieil allié anglais provoque un ressentiment durable au sein de la population, et favorise le développement du mouvement républicain, très nationaliste, qui triomphe une vingtaine d'années plus tard. C'est à cette occasion qu'est composé l'hymne national portugais.

### XXesiècle

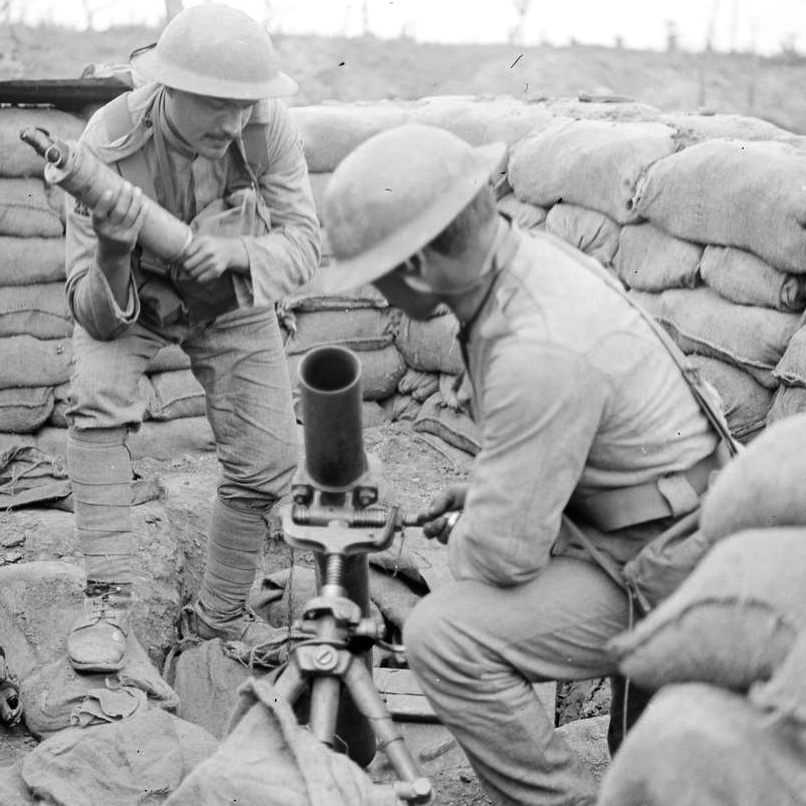
Soldats du corps expéditionnaire portugais rechargeant un mortier de tranchée de 75 mm pendant la Première Guerre mondiale.

Durant le XXe siècle le traité d'amitié anglo-portugais est invoqué à plusieurs reprises.

Il favorise l'entrée du Portugal dans la Première Guerre mondiale aux côtés de son allié britannique. Alors qu'il était plutôt en bons termes avec les puissances germaniques avant le début du conflit, le gouvernement portugais choisit la belligérance en septembre 1914 sous couvert de l’alliance luso-britannique afin de défendre l'intégrité territoriale de ses colonies, de garantir la reconnaissance de la jeune République portugaise proclamée en 1910 et de prendre sa place dans le concert des nations européennes. D'abord opposé à l’engagement des troupes portugaises, le Royaume-Uni recommande dans un premier temps au Portugal de ne rien faire qui soit contraire à sa neutralité. Cependant, en 1915, le besoin de navires de ravitaillement devient tellement urgent que sur demande expresse du Royaume-Uni, le gouvernement portugais réquisitionne les navires allemands mouillant dans les ports portugais et, malgré les tentatives de médiation, l’Allemagne cède à la provocation et déclare la guerre au Portugal le 9 mars 1916. Le 30 janvier 1917, le corps expéditionnaire portugais quitte le Portugal pour aller se battre aux côtés des soldats britanniques dans l'Est de la France. En raison de ses dimensions considérables, il est intégré en tant que corps d'armée dans la 1re armée britannique. Le gouvernement portugais envoie en outre le Corps d'artillerie lourde portugaise (en) (CALP) sur le front, spécialisé dans l'artillerie super-lourde de chemins de fer, qui est placé sous commandement français. Après la bataille de La Lys, à l'occasion de laquelle le corps expéditionnaire portugais est décimé, certaines unités portugaises sont placées sous le commandement direct britannique.

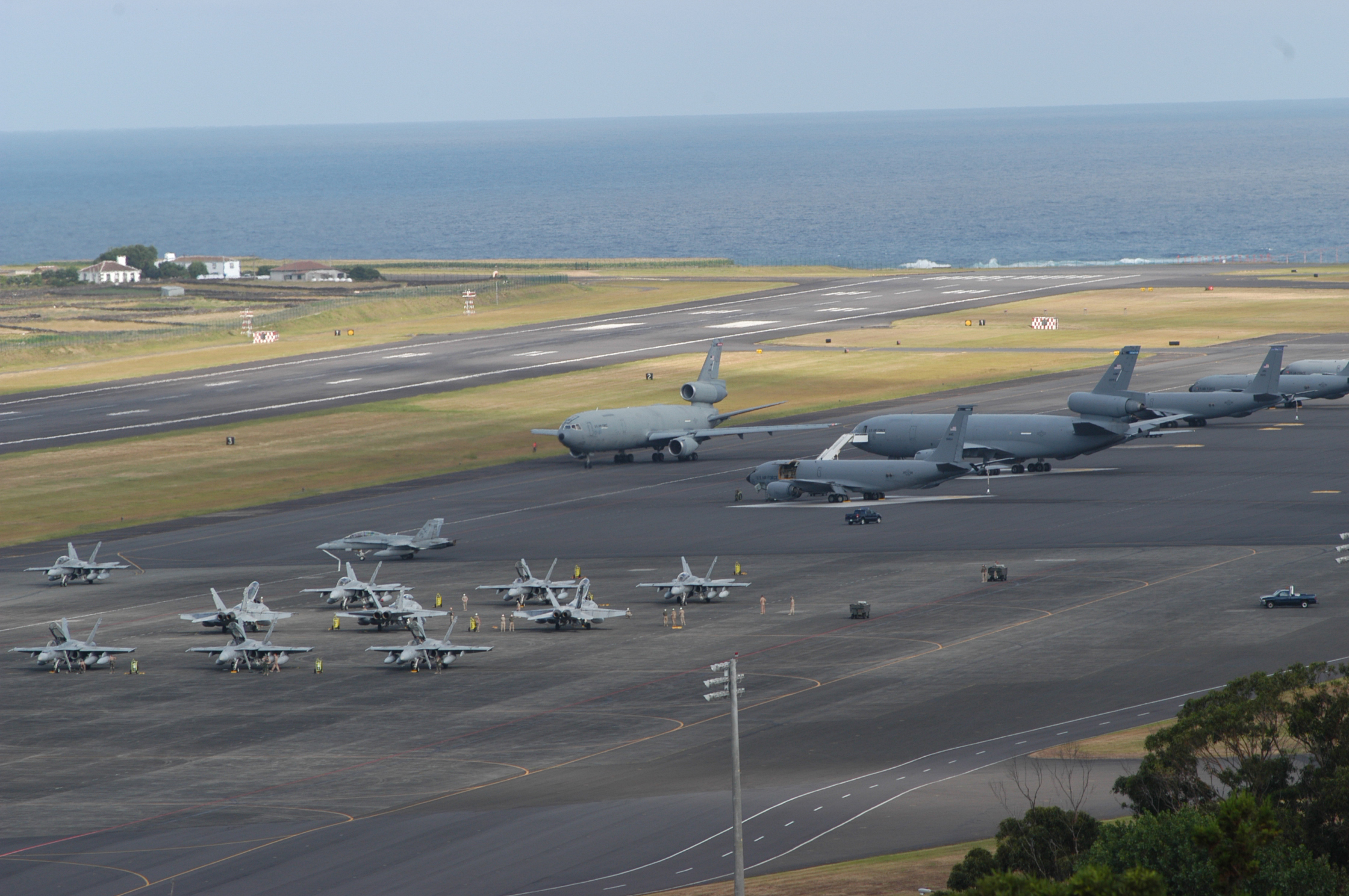
La base aérienne de Lajes, mise à la disposition des Alliés par le Portugal en 1943 dans le cadre de l'alliance anglo-portugaise, puis remise à la disposition du Royaume-Uni pendant la guerre des Malouines en 1982.

Pendant la Seconde Guerre mondiale, Salazar, officiellement neutre sous couvert du pacte ibérique (ardemment désiré par les Britanniques), maintient en réalité des relations commerciales avec les deux blocs afin d'offrir des débouchés à l'industrie portugaise, et favorise l'effort de guerre britannique. Jouant de sa neutralité, il continue à faire des affaires et fournit quelques métaux rares au régime nazi. Dans le même temps, fidèle à l'alliance britannique, et désirant sincèrement la victoire des Alliés, il reste militairement à la disposition de l'allié anglais, offre l'asile à 2 500 résidents britanniques de Gibraltar à Madère en 1940, et permet en 1943 aux Alliés de s'installer sur la base militaire de Lajes dans les Açores pour surveiller l'Atlantique et lutter contre les U-Boots. Toutefois, appliquant le deuil protocolaire, en 1945, à l'annonce de la mort d'Hitler, il fait mettre les drapeaux en berne. La neutralité, l'ambivalence et la politique d'équilibre du Portugal salazariste, fidèle à l'alliance anglaise, mais exprimant une véritable correction protocolaire à l'égard de l'Allemagne nazie ont parfois été des points de questionnement. En réalité, elle est de l'avis même des Britanniques strictement conforme aux intérêts du Royaume-Uni et de l'alliance anglo-portugaise,,.
En septembre 1940, le Premier ministre Winston Churchill écrit à Salazar pour le féliciter de sa capacité à maintenir le Portugal hors de la guerre, affirmant que « comme souvent avant au cours des nombreux siècles de l'alliance anglo-portugaise, les intérêts britanniques et portugais sont identiques sur cette question vitale ». Dans ses écrits, l'ambassadeur britannique à Madrid de 1940 à 1944 Lord Samuel Hoare affirme que « Salazar [déteste] Hitler », que le régime portugais diffère fondamentalement du nazisme et du fascisme, et que Salazar n'a jamais laissé aucun doute dans son esprit quant au fait qu'il désire une défaite nazie. En novembre 1943, l'ambassadeur britannique à Lisbonne, Sir Ronald Campbell (en), écrit (en paraphrasant Salazar) que « la stricte neutralité portugaise [est] le prix à payer pour que les Alliés profitent des avantages stratégiques [...] du Portugal, et que si sa neutralité au lieu d'être stricte était plus bienveillante en faveur [du Royaume-Uni], l'Espagne se jetterait inévitablement corps et âme dans les bras de l'Allemagne. Si cela arrivait, la péninsule serait occupée, puis l'Afrique du Nord, avec pour résultat que tout le cours de la guerre serait modifié au bénéfice de l'Axe. » Au moment où le gouvernement portugais loue à la Grande-Bretagne la base aérienne et navale portugaise des Açores, Churchill fait un rapport à la Chambre des communes sur le bail. Dans ses mémoires sur la Seconde Guerre mondiale, il rapporte le caractère exceptionnel de l'alliance anglo-portugaise :

« J’ai une annonce à faire à la Chambre en vertu du traité signé entre ce pays et le Portugal en 1373 entre Sa Majesté le roi Édouard III et le roi Ferdinand et la reine Eleanor du Portugal ». J’ai parlé à haute voix, et fait une pause pour permettre à la Chambre de bien prendre en compte la date, 1373. Elle était empreinte de quelque chose comme un halètement. Je ne suppose pas une telle continuité des relations entre les deux puissances n’a jamais été, ou ne sera jamais, énoncés dans le travail ordinaire quotidien de la diplomatie britannique. »

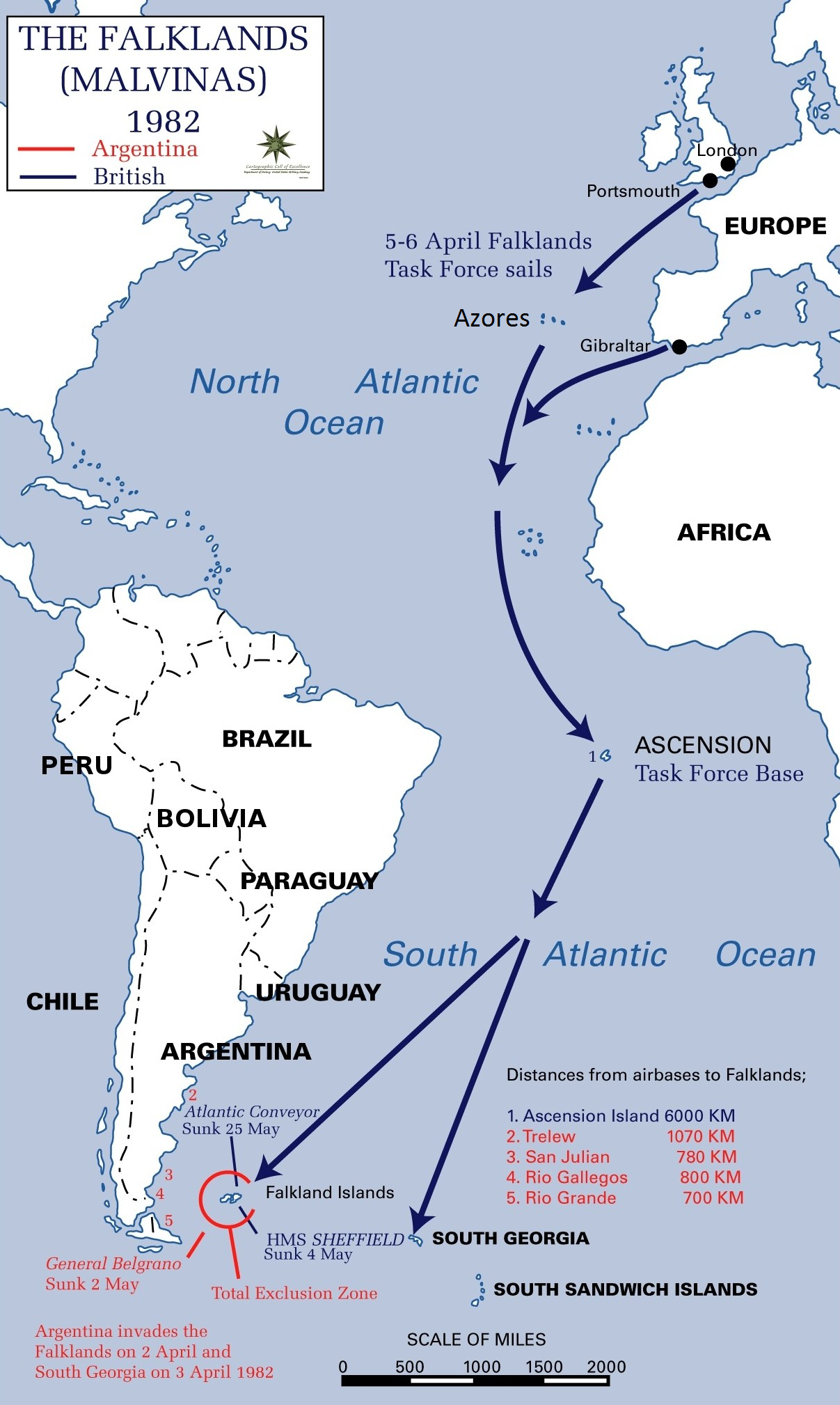
La base portugaise de Lajes utilisée comme point de ravitaillement pour les avions et les porte-avions britanniques pendant la guerre des Malouines en 1982.

La mise à disposition de la base aérienne de Lajes par le Portugal a une importance cruciale pour les Alliés pendant la guerre. De novembre 1943 à juin 1945, 8 689 avions américains quittent l'archipel portugais, parmi lesquels 1 200 B-17 et des avions bombardier B-24. Les avions-cargos alliés transportent du personnel et du matériel nécessaires à l'Afrique du Nord, au Royaume-Uni, puis à la campagne contre l'Allemagne en Europe après le débarquement. Les vols de retour vers les Açores rapatrient les militaires blessés. Pendant deux ans, le personnel médical installé à Lajes organise environ 30 000 évacuations aériennes vers les États-Unis pour des soins médicaux et de réadaptation. En utilisant la base de Lajes, le temps de vol entre les États-Unis et l'Afrique du Nord est réduit de 70 à 40 heures. Cette réduction considérable du temps de trajet permet aux Alliés de faire presque deux fois plus de passages par mois entre les États-Unis et l'Afrique du Nord, démontrant clairement la valeur géostratégique des Açores dans les opérations contre l'Axe,.
Au sortir de la guerre, bien que l'État Nouveau salazariste soit une dictature, l'aide apportée par le pays aux Alliés et surtout le soutien du Royaume-Uni permettent l'entrée rapide du Portugal en 1949 dans l'OTAN, en tant que membre fondateur de l'organisation, alors même que celle-ci est censée paradoxalement représenter le « monde libre » (l'Espagne en est tenue à l'écart jusqu'en 1982 pour des raisons politiques). L'un des trois états-majors interarmées de l'OTAN est installé à Oeiras, dans la banlieue de Lisbonne.

États membres de l'AELE
Anciens membres, aujourd'hui États membres de l'UE.

Bien que présentant des économies très différentes dans la seconde moitié du XXe siècle, les deux pays restent étroitement liés commercialement et sur des lignes politiques internationales assez proches. Opposés au développement de la Communauté économique européenne, le 4 janvier 1960, le Royaume-Uni et le Portugal fondent avec sept autres pays européens l'AELE, l’Association européenne de libre-échange créée à l'initiative des Britanniques. Fondée par la convention de Stockholm signée par les ministres des Affaires étrangères britannique, norvégien, danois, suisse, portugais, suédois et autrichien, l'association a pour objectif d'organiser une zone de libre-échange entre les pays d’Europe non-membres de la Communauté économique européenne (CEE) et de contrebalancer le poids de la CEE en regroupant les États qui ne souhaitent ou ne peuvent pas y entrer. Le but est de créer une zone de libre-échange très souple, sans union douanière, sans marché commun, sans politiques communes (agriculture, transports, etc.) et sans objectif d'approfondissement progressif et d'union politique. En réalité, par la mise en place de l’AELE, les Britanniques et les Portugais espèrent surtout, pour des raisons différentes, pouvoir établir une grande zone de libre-échange avec la CEE. Le projet ayant échoué, les deux partenaires finissent par adhérer à la Communauté européenne, le Royaume-Uni en 1973 et le Portugal en 1986,.
En 1961, après l'invasion par l'Inde des possessions portugaise de Goa, Diu et Daman, le Portugal demande l'aide des Britanniques, mais ayant eux-mêmes quitté le sous-continent Indien en 1947, et ayant accepté le mouvement de décolonisation en cours à l'époque (bien que privilégiant les périodes de transition pacifiques), sa demande est suivie de peu d'effet. Fidèle à l'alliance portugaise, le Royaume-Uni condamne l'intervention militaire indienne par voie diplomatique, tout en ayant le souci de ménager la susceptibilité de l'Inde, également membre du Commonwealth. Le 18 décembre 1961, le secrétaire d’État chargé des relations avec le Commonwealth of Nations Duncan Sandys affirme devant la Chambre des communes que, bien qu'il comprenne le désir et l'impatience de l'Inde, « le gouvernement de Sa Majesté déplore profondément la décision du gouvernement de l'Inde d'utiliser la force militaire pour atteindre ses objectifs politiques. » Le chef de l'opposition à la Chambre des communes Hugh Gaitskell (Parti travailliste) exprime également son « profond regret » que l'Inde ait eu recours à la force dans son litige avec le Portugal, même si l'opposition « reconnaît que l'existence de colonies portugaises sur le sous-continent indien est depuis longtemps un anachronisme et que le Portugal aurait dû les abandonner depuis longtemps en vertu de l'exemple donné par la Grande-Bretagne et la France. » Exprimant la position officielle du pays dans les instances internationales, le représentant permanent du Royaume-Uni auprès des Nations unies, Sir Patrick Dean (en) déclare à l'ONU que la Grande-Bretagne est « choquée et consternée » lors du déclenchement des hostilités. En 1974, la révolution des Œillets qui instaure une démocratie au Portugal fait coïncider la position officielle portugaise concernant les colonies avec la position britannique.
Pendant la guerre des Malouines opposant le Royaume-Uni à l'Argentine en 1982, le Portugal offre une nouvelle fois les installations des Açores à la Royal Navy. À cette occasion, la base portugaise de Lajes est utilisée comme point de ravitaillement pour les avions et les porte-avions britanniques en mouvement vers l'Atlantique Sud.

## Actualité de l'Alliance
Actuellement, les deux pays sont membres de l'OTAN. Leurs relations, coordonnées à l'intérieur de ces institutions, restent régies par les anciens traités d'alliance précédemment évoqués.